# Oswald-Külpe-Preis
Der Oswald-Külpe-Preis wurde 2004 in Erinnerung an Oswald Külpe und an die von ihm begründete Würzburger Schule der Denkpsychologie eingerichtet.
Mit dieser Auszeichnung werden international herausragende Wissenschaftler geehrt, die mit experimentellen Methoden höhere geistige Prozesse erforschen. Gestiftet wurde der Preis von Fritz Strack, einem Würzburger Professor für Sozialpsychologie, der als Stifter zunächst bis zur Preisvergabe 2013 anonym geblieben war. Das Stiftungsvermögen umfasste 100.000 Euro. Der Preis selbst ist mit 3.000 Euro dotiert (Stand 2021). Die Auswahl der Preisträger und die Verleihung des Preises obliegt dem Institut für Psychologie der Universität Würzburg.

## Preisträger
| Jahr | Preisträger        | Institution                                                 | Bild |
| ---- | ------------------ | ----------------------------------------------------------- | ---- |
| 2005 | Asher Koriat       | Universität Haifa                                           |      |
| 2007 | Richard E. Nisbett | University of Michigan                                      |      |
| 2009 | Michael Tomasello  | Max-Planck-Institut für evolutionäre Anthropologie          |      |
| 2011 | Wolfgang Prinz     | Max-Planck-Institut für Kognitions- und Neurowissenschaften |      |
| 2013 | Anke Ehlers        | University of Oxford                                        |      |
| 2015 | Norbert Schwarz    | University of Southern California                           |      |
| 2017 | Jan Born           | Eberhard Karls Universität Tübingen                         |      |
| 2019 | Paul van den Broek | Universität Leiden                                          |      |
| 2021 | Jan De Houwer      | Universität Gent                                            |      |
| 2023 | Klaus Oberauer     | Universität Zürich                                          |      |